# Capitão Leitão
António Amaral Leitão (Farminhão, Viseu, 7 de Março de 1845 — Farminhão, 14 de Janeiro de 1903), mais conhecido por Capitão Leitão, foi um oficial de Infantaria do Exército Português que integrado no Regimento de Infantaria n.º 10, aquartelado no Porto, foi mais activos revolucionários durante o levantamento republicano que culminou na Revolta de 31 de janeiro de 1891.

## Biografia
Nasceu na aldeia de Farminhão, Viseu, filho de José Lourenço Leitão e de sua esposa Maria do Carmo. Destinado à carreira militar, assentou praça no Regimento de Infantaria n.º 14, então em Viseu, no ano de 1865, tendo sido promovido a alferes em 1882 e a capitão em 1888, ano em que foi colocado no Regimento de Infantaria n.º 10, então aquartelado na cidade do Porto.
Republicano convicto, o capitão António Amaral Leitão foi um dos impulsionadores da sublevação do Regimento de Infantaria n.º 10 e um dos principais mentores da fracassada revolta de 31 de Janeiro de 1891, comandando as forças revoltosas.
Gorada a tentativa revolucionária e fracassada a intenção de proclamar o regime republicano, o Capitão Leitão procurou refugiar-se na sua aldeia natal, Farminhão, perto de Viseu. Apesar do engenhoso disfarce, que iludiu todas as vigilâncias na saída do Porto, quando ao passar por Albergaria-a-velha se dirigia a cavalo para Viseu, foi reconhecido pelo padre Manuel de Lemos, que o conhecia bem e que teve a má sorte de ali encontrar. Aquele clérigo, apoiante da monarquia, de imediato o denunciou às autoridades locais. Capturado, foi conduzido sob prisão de volta ao Porto e detido a bordo do vapor Moçambique da Mala Real Portuguesa que fundeado no porto de Leixões havia sido transformado em presiganga para receber os militares e civis implicados na sublevação.
Depois de algum tempo detido a bordo da corveta Bartolomeu Dias, foi novamente transferido para bordo do Moçambique, onde foi julgado em Conselho de Guerra e condenado a 6 anos de prisão maior celular seguidos de 10 anos de degredo ou, em alternativa, a 20 anos de degredo em Angola.
Tendo optado pelo degredo em Angola, fixou-se em Luanda. Pouco depois, em conjunto com o actor Miguel Verdial, que também ali estava desterrado pela sua participação na revolta do 31 de janeiro, tentaram evadir-se escondidos num caixote que seria embarcada com destino a Portugal.
Com esse objectivo, fizeram construir uma caixa com as dimensões adequadas para esconder os dois foragidos, que se deveriam manter sentados voltados um para o outro, sobre recipientes contendo garrafas de água, latas de conserva, alguns pães e bolachas. O caixote, com furos em cada face para que pudessem respirar, foi embarcado com destino ao Havre no navio Ville de Maranhao, do armador francês Chargeurs Réunis, acompanhado por uma guia que declarava que continha um piano. A viagem, depois de escalas em Ambriz e Nóqui, deveria passar por Boma, porto onde dariam sinal da sua presença, declarando-se foragidos políticos. Contudo, ao cabo de dois dias de penoso encaixotamento, quando o mavio estava para fundear em Ambriz, um oficial de bordo passou no convés deserto e ouviu um ciciar de vozes vindo do caixote. Dado o alarme, o caixote foi aberto e os clandestinos detidos e interrogados, não conseguindo, por desconhecimento da língua francesa, explicar a sua situação. Chegados a Ambriz, foram entregues às autoridades portuguesas que os internaram na fortaleza, aguardando instruções sobre o procedimento a adoptar.
Apesar do desaire da tentativa, enquanto estavam detidos na fortaleza conseguiram a cumplicidade de alguns militares de ideário republicano que estavam destacados em Ambriz. Atraíram o comandante do forte a uma festa e distribuíram bebidas alcoólicas em abundância pelos guardas, permitindo a fuga. Evadidos do forte de Ambriz, o Capitão Leitão e o seu companheiro Miguel Verdial partiram por mar num caíque que lhes fora arranjado pelos cúmplices, com o qual depois de três dias e três noites de difícil navegação chegaram a Libreville, no Congo Francês, de onde partiram para Paris. Miguel Verdial permaneceria em França, mas o Capitão Leitão partiu para o Brasil.
No Brasil atravessou tempos difíceis apesar da protecção que lhe foi dada pelo marechal Floriano Peixoto, que se lhe afeiçoara. Como mercenário, esteve no Panamá a instruir brigadas pró-independentistas e tomou parte em várias expedições e acções. Após o golpe militar que derrubou o governo de Floriano Peixoto e a pacificação da vida política brasileira no tempo de Prudente de Morais, decidiu regressar a Portugal, visto encontrar-se já amnistiado por decreto de 27 de dezembro de 1893, mas levou oito anos a conseguir o regresso, aparentemente embaraçado pela doença ou pela falta de recursos.
Regressou a Portugal em 1901, vindo a morrer dois anos mais tarde, no dia 14 de Janeiro de 1903. Casou com Teresa de Jesus do Amaral Cardoso Leitão e teve um filho e duas filhas. Atestando como estava viva a memória do Capitão Leitão entre os republicanos portugueses, por decreto de 14 de outubro 1910, escassos três dias após a implantação da República, foi concedida uma pensão vitalícia a uma das suas filhas. A outra filha e o filho já haviam falecido durante o exílio do pai no Brasil.
A sua entrega à causa republicana, motivou que fosse agraciado postumamente após a implantação da República Portuguesa. Parte do imaginário republicano e considerado exemplo de heroísmo, o seu nome foi incorporado na toponímia de muitas terras de Portugal e das suas colónias.